# Chennegy
Chennegy és un municipi francès situat al departament de l'Aube i a la regió del Gran Est. L'any 2007 tenia 465 habitants.

## Demografia

### Població
El 2007 la població de fet de Chennegy era de 465 persones. Hi havia 182 famílies de les quals 36 eren unipersonals (20 homes vivint sols i 16 dones vivint soles), 65 parelles sense fills, 65 parelles amb fills i 16 famílies monoparentals amb fills.
La població ha evolucionat segons el següent gràfic:
Habitants censats

### Habitatges
El 2007 hi havia 256 habitatges, 183 eren l'habitatge principal de la família, 57 eren segones residències i 15 estaven desocupats. 252 eren cases i 1 era un apartament. Dels 183 habitatges principals, 169 estaven ocupats pels seus propietaris, 11 estaven llogats i ocupats pels llogaters i 3 estaven cedits a títol gratuït; 5 tenien dues cambres, 27 en tenien tres, 56 en tenien quatre i 95 en tenien cinc o més. 156 habitatges disposaven pel capbaix d'una plaça de pàrquing. A 76 habitatges hi havia un automòbil i a 95 n'hi havia dos o més.

### Piràmide de població
La piràmide de població per edats i sexe el 2009 era:
| Homes | Edats   | Dones |
| ----- | ------- | ----- |
| 0     | 95 o +  | 0     |
| 0     | 90 a 94 | 4     |
| 4     | 85 a 89 | 4     |
| 4     | 80 a 84 | 0     |
| 0     | 75 a 79 | 12    |
| 8     | 70 a 74 | 8     |
| 12    | 65 a 69 | 12    |
| 12    | 60 a 64 | 12    |
| 12    | 55 a 59 | 8     |
| 12    | 50 a 54 | 12    |
| 24    | 45 a 49 | 24    |
| 36    | 40 a 44 | 32    |
| 4     | 35 a 39 | 8     |
| 24    | 30 a 34 | 16    |
| 0     | 25 a 29 | 0     |
| 24    | 20 a 24 | 12    |
| 16    | 15 a 19 | 20    |
| 8     | 10 a 14 | 32    |
| 8     | 5 a 9   | 4     |
| 8     | 0 a 4   | 12    |

## Economia
El 2007 la població en edat de treballar era de 298 persones, 203 eren actives i 95 eren inactives. De les 203 persones actives 186 estaven ocupades (105 homes i 81 dones) i 17 estaven aturades (9 homes i 8 dones). De les 95 persones inactives 39 estaven jubilades, 26 estaven estudiant i 30 estaven classificades com a «altres inactius».

### Ingressos
El 2009 a Chennegy hi havia 180 unitats fiscals que integraven 465,5 persones, la mediana anual d'ingressos fiscals per persona era de 19.413 €.

### Activitats econòmiques
Dels 11 establiments que hi havia el 2007, 4 eren d'empreses de construcció, 2 d'empreses de comerç i reparació d'automòbils, 3 d'empreses de serveis i 2 d'empreses classificades com a «altres activitats de serveis».
Dels 4 establiments de servei als particulars que hi havia el 2009, 2 eren guixaires pintors, 1 lampisteria i 1 electricista.
L'any 2000 a Chennegy hi havia 9 explotacions agrícoles que ocupaven un total de 555 hectàrees.

## Equipaments sanitaris i escolars
El 2009 hi havia una escola elemental integrada dins d'un grup escolar amb les comunes properes formant una escola dispersa.

## Poblacions més properes
El següent diagrama mostra les poblacions més properes.